# Rhinotropis rimulicola
Rhinotropis rimulicola är en jungfrulinsväxtart som först beskrevs av Julian Alfred Steyermark, och fick sitt nu gällande namn av J.R.Abbott. Rhinotropis rimulicola ingår i släktet Rhinotropis och familjen jungfrulinsväxter. Utöver nominatformen finns också underarten R. r. mescalerorum.